# 美少年忠臣蔵
『美少年忠臣蔵』は、1962年8月5日に ビクターより発売された橋幸夫の24枚目のシングルである（VS-783）。

## 概要
- 作詞佐伯孝夫、作曲吉田正で、これはデビュー以来変わっていないが、本曲は『潮来笠』以来の股旅物とは違う「歴史もの」の時代歌謡に属する。また、『南海の美少年』『東京の美少年』につづく「美少年シリーズ」第3作にあたる。
- 江戸時代元禄期に起きた赤穂事件（忠臣蔵）を基にした作品で、討ち入った47士のうち大石主税、矢頭右衛門七を取り上げている。大石主税は家老大石内蔵助の嫡男で47士では最年少であり、矢頭右衛門七は身分は低いが、父とともに盟約に加わり（後父親は死亡）、大石主税についでの年少者。佐伯は歌詞のなかで「赤く咲く咲く若ざくら」と二人を表現している。
- 作詞の佐伯孝夫はジャーナリスト出身の佐伯は古文・古典についても素養が深く[2]、時代劇や時代物の作詞も得意としていた。
- 吉田の曲は、多くの映画やドラマ、小説で討ち入りの際、家老であった大石内蔵助が山鹿流陣太鼓を使用したとの創作に基づき、イントロに太鼓音が取り入れられている。
- 小野善太郎は本楽曲について「かなり力こぶが入った唄い方で、悲劇的な内容を重厚に唄い上げている」と評している[3]。
- c/wの「おぼろ月夜の三度笠」も、佐伯作詞、吉田作曲の作品で、A面と対照的な「軽いノリ」の楽曲となっている[3]。

## 収録曲
1. 美少年忠臣蔵
作詞：佐伯孝夫、作・編曲：吉田正
2. おぼろ月夜の三度笠
作詞：佐伯孝夫、作・編曲：吉田正

## 収録アルバム
- 初期のLP盤アルバムには収録されているが、近年のCD盤アルバムへの収録はない、
- CD-BOXでの収録
『橋幸夫大全集』（CD-BOX 6枚組） [1993年9月20日発売]　Disc2収録
『橋幸夫のすべて』（CD-BOX 5枚組） [2011年2月8日発売]　Disc3収録